# Malcolm McLean
Malcolm McLean (ur. 14 listopada 1913 w Maxton, zm. 15 maja 2001) – amerykański przedsiębiorca i wynalazca, prekursor współczesnego transportu kontenerowego.

## Życiorys
Malcolm McLean urodził się w Maxton w Karolinie Północnej. W okresie dorosłego życia używał imienia w szkockiej formie Malcom. Był synem farmera. Edukację ukończył na liceum, następnie pracował na stacji benzynowej.
W 1935 roku kiedy kończył szkołę w Winston-Salem jego rodzina nie miała pieniędzy aby posłać go do college’u. Było ich jednak tyle (120 dolarów) aby kupić używaną ciężarówkę i rozpocząć pracę w biznesie transportowym, oferując początkowo usługi transportowe okolicznym farmerom. W krótkim czasie jego firma zdobyła znaczącą pozycję na rynku, a dwadzieścia lat po rozpoczęciu działalności była największa na Południu USA i piąta w całym USA, dysponując flotą 1776 ciężarówek.
Obserwując proces przeładunku towarów ze statków na samochody i odwrotnie, w 1937 roku doszedł do wniosku, że drewniane skrzynie o przypadkowych wymiarach powodują spowolnienie procesu przeładunku. W 1955 roku sprzedał swoją firmę transportową, a uzyskane środki przeznaczył na prace nad ideą kontenerów. Wkrótce potem kupił Pan Atlantic Tanker Company, które posiadało flotę tankowców. Przemianował firmę na Sea-Land Shipping, przebudował statki na kontenerowce i rozpoczął eksperymenty, które pozwoliły mu opracować optymalny kontener. Dzięki szybszemu i lepiej zorganizowanemu przeładunkowi koszt operacji uległ redukcji z 5,86 dolara do 16 centów za tonę.
W 1969 roku sprzedał udziały w swoim przedsiębiorstwie żeglugowym R.J. Reynolds Tobacco Company za 160 milionów dolarów. Potem m.in. prowadził farmę z hodowlą świń, uznawaną za jedną z najczystszych w USA. Był znany dodatkowo z powiedzeń:
```
W Maxton rolnicy zawsze traktowali swoje świnie przyzwoicie.
```

oraz:
```
Ludzie nigdy nie będą płacić dużo pieniędzy by po prostu przenieść rzeczy.
[
5
]
```

Przez International Maritime Hall of Fame został uznany człowiekiem stulecia.